# Сызрань I
Сызрань I — крупнейшая узловая железнодорожная станция Самарского региона Куйбышевской железной дороги, расположена в городе Сызрани Самарской области. Является также участковой, сортировочной станцией.

## История
28 апреля 1872 года помещикам Сызранского уезда была выдана концессия на строительство Моршанско-Сызранской железной дороги протяжённостью в 204 версты. Это было коммерческое предприятие, образованное на деньги частных акционеров.
12 октября 1874 года открылся участок Моршанск — Сызрань протяжённостью 484,8 версты для грузового и пассажирского движения поездов. В том же году, от Сызрани до пристани у села Батраки была построена ветка длиной 9 вёрст 225 саженей.
В октябре 1874 года был пущен первый поезд. В Сызрани появился железнодорожный вокзал, возле которого возводились дома железнодорожников.
20 августа 1880 года был открыт Александровский мост, который на момент открытия стал самым длинным мостом в Европе и состоял из 13 пролётов, каждый 111 метров.
В Батраках братья Нобель построили огромную нефтеналивную базу и осуществляли ежегодную перевалку с речных судов в железнодорожные цистерны около 10 млн пудов грузов. Австрийский пивовар фон Вакано построил в Сызрани свои склады.
В 1892 году правительство Российской империи выкупило в казну коммерческое предприятие, занимавшиеся строительством Моршанско-Сызранской железной дороги, объединив с Ряжско-Моршанской и Ряжско-Вяземской, создало Сызрано-Вяземскую железную дорогу.
В 1904 году железнодорожный вокзал Сызрань посетил император Николай II.
На станции трижды побывал В.И. Ленин - в 1887 г. 1892 г. и 1900 г.
20 сентября 1980 года на станции случилась крупная техногенная катастрофа. С вагона-цистерны перевозившего газ пропан-бутан, в следствии повреждения цистерны пущенной в нарушении инструкции накатом с сортировочной горки, газ закаченный туда под давлением стал выходить из пробоины и накрыл близлежащий жилой поселок Машинистов, состоящий из деревянных домов усадебного типа. Газовоздушая смесь воспламенилась и взорвалась около двух часов ночи, в результате чего 44 дома поселка сгорели. Погиб 41 человек. 
13 ноября 2014 года на привокзальной площади станции был установлен паровоз-памятник Л-5184.
1 августа 2021 года на привокзальной площади был установлен ещё один памятник, на этот раз паровозу Черепановых.

## Вокзал станции
Железнодорожный вокзал двухэтажный, общей площадью 1728,4 м². По Российской классификации вокзалов, вокзал станции Сызрань I является II класса.
По расположению относительно перронных путей вокзал является продольным.
Год ввода в эксплуатацию — 1874.
Адрес вокзала: 446046, Самарская обл., г. Сызрань, Привокзальная пл.

Фотогалерея
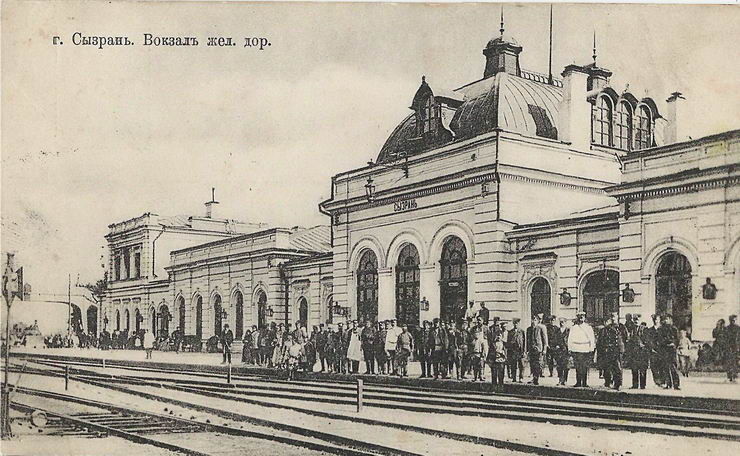
Вокзал до революции
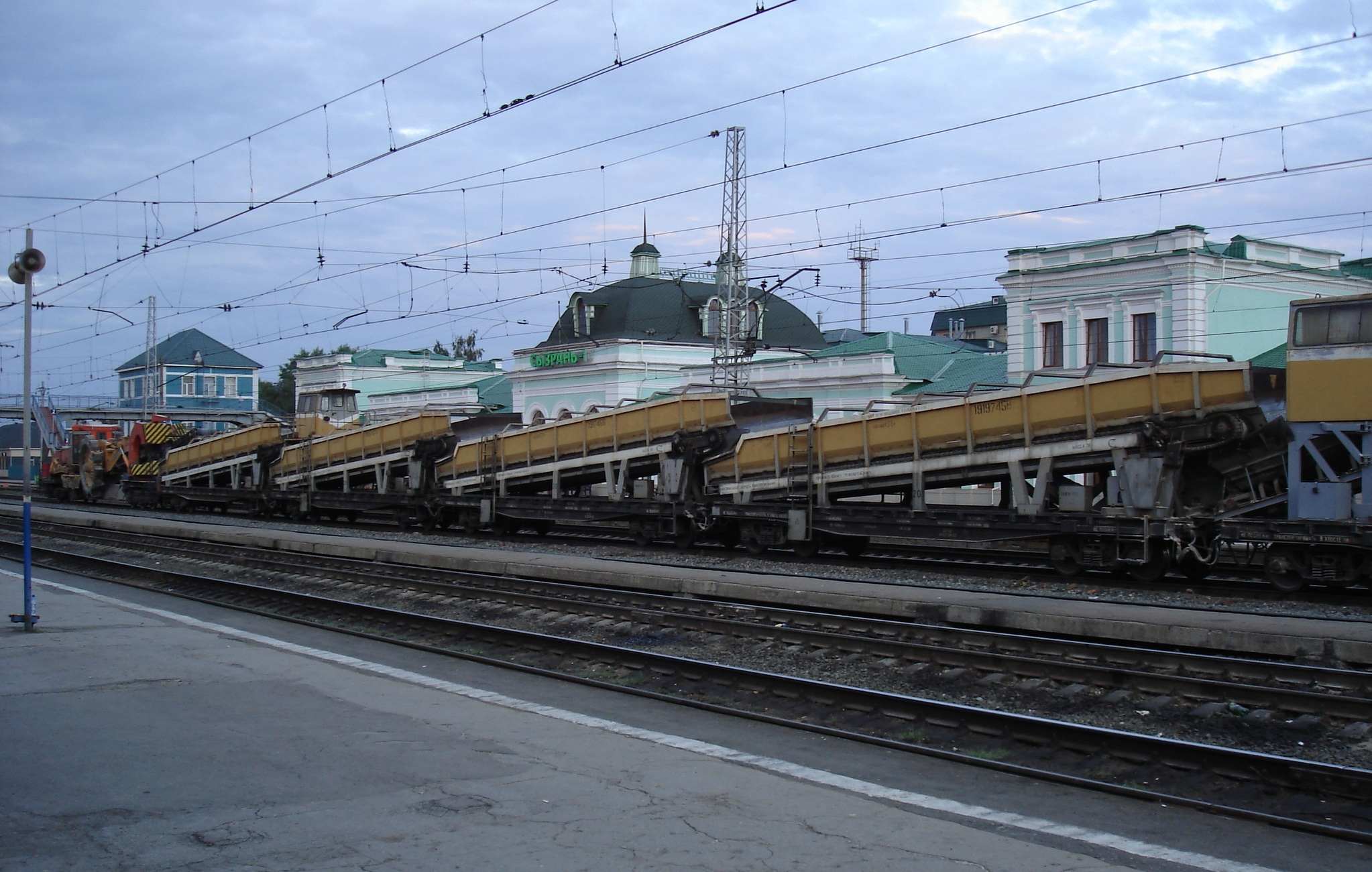
Вид на вокзал, 2012 год

## Пассажирское сообщение

### Дальнего следования по станции
По состоянию на декабрь 2020 года через станцию курсируют следующие поезда дальнего следования:
Круглогодичное движение поездов
| № поезда                | Маршрут движения         | № поезда                | Маршрут движения         |
| ----------------------- | ------------------------ | ----------------------- | ------------------------ |
| 5                       | Ташкент — Москва         | 6                       | Москва — Ташкент         |
| 9 «Жигули»              | Самара — Москва          | 10 «Жигули»             | Москва — Самара          |
| 13 «Южный Урал»         | Челябинск — Москва       | 14 «Южный Урал»         | Москва — Челябинск       |
| 17                      | Бишкек — Москва          | 18                      | Москва — Бишкек          |
| 49 «Двухэтажный состав» | Самара — Москва          | 50 «Двухэтажный состав» | Москва — Самара          |
| 65                      | Тольятти — Москва        | 66                      | Москва — Тольятти        |
| 83                      | Караганда — Москва       | 84                      | Москва — Караганда       |
| 101                     | Нижневартовск — Пенза    | 102                     | Пенза — Нижневартовск    |
| 107 «Самара»            | Самара — Санкт-Петербург | 108 «Самара»            | Санкт-Петербург — Самара |
| 109                     | Самара — Пенза           | 110                     | Пенза — Самара           |
| 111                     | Орск — Кисловодск        | 112                     | Кисловодск — Орск        |
| 117                     | Самара — Адлер           | 118                     | Адлер — Самара           |
| 123                     | Новосибирск — Белгород   | 124                     | Белгород — Новосибирск   |
| 125/126                 | Казань — Самара          | 125/126                 | Самара — Казань          |
| 131                     | Орск — Москва            | 132                     | Москва — Орск            |
| 137                     | Оренбург — Москва        | 138                     | Москва — Оренбург        |
| 149                     | Андижан — Москва         | 150                     | Москва — Андижан         |
| 317                     | Караганда — Барановичи   | 318                     | Барановичи — Караганда   |
| 327                     | Казань — Минск           | 328                     | Минск — Казань           |
| 337                     | Самара — Санкт-Петербург | 338                     | Санкт-Петербург — Самара |
| 681/682                 | Ульяновск — Самара       | 681/682                 | Самара — Ульяновск       |

Сезонное движение поездов
| № поезда | Маршрут движения        | № поезда | Маршрут движения        |
| -------- | ----------------------- | -------- | ----------------------- |
| 203      | Томск — Анапа           | 204      | Анапа — Томск           |
| 289      | Екатеринбург — Анапа    | 290      | Анапа — Екатеринбург    |
| 425      | Челябинск — Калининград | 426      | Калининград — Челябинск |
| 473      | Самара — Анапа          | 474      | Анапа — Самара          |
| 487      | Самара — Сухум          | 488      | Сухум — Самара          |
| 549      | Тольятти — Адлер        | 550      | Адлер — Тольятти        |